# Веселие (къмпинг)
„Веселие“ е къмпинг на Българското Черноморие.
Намира се на 5 км южно от Созопол. Популярен е за нудисти. Устройственият му план е създаден през 2005 г.
В близост до къмпинг „Веселие“ се намира природната забележителност нос Агалина.